# 플러스T
《플러스T》(Plus T)는 대한민국의 트로트 걸 그룹이다. 현역 트로트 가수 정혜린, 한담희, 권민정, 나영이 초대 멤버이기도 하다.

## TV
- 2022.11.19. G1방송 《전국 TOP 10 가요쇼》〈사랑아〉
- 2023.01.01. KBS 1TV 《전국 노래자랑》〈사랑아〉
- 2023.01.07. G1방송 《전국 TOP 10 가요쇼》〈추억의 발라드〉

## 행사
- 2022.09.24. 《의왕 백운호수축제》〈사랑아〉
- 2022.12.23. 《2022 상주 곶감축제》 (상주실내체육관), 〈사랑아〉